# COBALT HOUR
『COBALT HOUR』（コバルト・アワー）は、荒井由実が発売した3枚目のオリジナルアルバム。オリジナルは、1975年6月20日に東芝EMIから、LP盤:ETP-72071とコンパクトカセット:ZA-1555・ZT25-325が発売された。
一時期、音源の原盤権の都合でアルファレコードから発売された。2000年4月26日にLPのブックレットを復刻し、バーニー・グランドマンによるデジタルリマスタリングで音質が向上したリマスタリングCD (TOCT-10713) を発売した。2005年3月10日から音楽配信を開始した。

## 解説
- 音楽配信を機に本人が監修して、全曲の英語表記を公式に発表した[1]。
- 発売時のミュージックカセットテープ（規格品番：ZA-1555）は、LP収録版と異なるミキシング版を収録した。再発売のカセットやCDは、LPと同じオリジナル音源を用いている。

## 収録曲
| 全作詞・作曲: 荒井由実、全編曲: 松任谷正隆。 |                                               |          |            |      |
| #                                            | タイトル                                      | 作詞     | 作曲・編曲 | 時間 |
| 1.                                           | 「COBALT HOUR」                               | 荒井由実 | 荒井由実   | 3:34 |
| 2.                                           | 「卒業写真 -Graduation Photograph-」          | 荒井由実 | 荒井由実   | 4:11 |
| 3.                                           | 「花紀行 -Traveling Through Scatter Petals-」 | 荒井由実 | 荒井由実   | 2:48 |
| 4.                                           | 「何もきかないで -Don't Ask Me Anything-」    | 荒井由実 | 荒井由実   | 3:11 |
| 5.                                           | 「ルージュの伝言 -Lipstick Message-」         | 荒井由実 | 荒井由実   | 3:02 |
| 合計時間:                                    | 合計時間:                                     | 16:46    |            |      |

| 全作詞・作曲: 荒井由実、全編曲: 松任谷正隆。 |                                                       |          |            |      |
| #                                            | タイトル                                              | 作詞     | 作曲・編曲 | 時間 |
| 1.                                           | 「航海日誌 -Logbook-」                                | 荒井由実 | 荒井由実   | 4:48 |
| 2.                                           | 「CHINESE SOUP」                                      | 荒井由実 | 荒井由実   | 3:22 |
| 3.                                           | 「少しだけ片想い -I Love You More Than You Love Me-」 | 荒井由実 | 荒井由実   | 3:17 |
| 4.                                           | 「雨のステイション -Rainy Station-」                  | 荒井由実 | 荒井由実   | 5:15 |
| 5.                                           | 「アフリカへ行きたい -Take Me To Africa-」            | 荒井由実 | 荒井由実   | 3:11 |
| 合計時間:                                    | 合計時間:                                             | 19:53    |            |      |

### 楽曲解説
1. COBALT HOUR
  - 「ベレG」はいすゞ自動車製乗用車ベレットGTで、首都高速神奈川1号横羽線から「Shonan」と横須賀へ巡る。
  - カバー：NOKKO（1999年）[2]、クレイジーケンバンド（2002年）[3]、高野千恵（2009年）
2. 卒業写真
  - ハイ・ファイ・セットへ提供した曲。卒業ソングの定番だが、歌詞は卒業後を表している。
  - カバー：（楽曲参照）
  - 1980年に再発されたシングル「あの日にかえりたい」のB面に収録された。
3. 花紀行
  - 金沢の浅野川をイメージした曲。
  - カバー：平川地一丁目、村上ゆき（2006年）
4. 何もきかないで
  - 5枚目のシングル「ルージュの伝言」B面。
  - カバー：岡崎友紀（1975年）、小野リサ（2013年）
5. ルージュの伝言
  - 5枚目のシングル。1989年に宮崎駿監督のアニメ映画『魔女の宅急便』で使用された。元来はシングル盤でB面を予定だったが、松任谷正隆の提案でA面として発売された。作詞は30分で完成したと語る。1991年TBS系の同名のドラマシリーズでドラマ化された。第18話で賀来千香子が主演した。
  - カバー：岡崎友紀（1975年）、手塚さとみ（1976年）、川島なお美（1982年）、つじあやの（2008年）、柴咲コウ（2011年）
6. 航海日誌
  - 歌詞は「後悔日誌」と記され、死生観のようなものを込めている、と語る。
  - カバー：ティン・パン・アレー（1977年）
7. CHINESE SOUP
  - 軽快な曲調とは裏腹に「女の持っている無意識な残酷性とか、ぬるい頽廃みたいなものが書きたかった」と語る。新井素子の小説『ひとめあなたに…』[注釈 2]で、登場人物が鼻歌している。メロディは京王線乗車中に「電車のリアリズム」から着想した、と語る。
  - 2007年フジテレビ系『ママが料理をつくる理由』挿入歌。1991年TBS系『ルージュの伝言』にてドラマ化された（最終話、主演は宮崎萬純）。
  - カバー：吉田美奈子（1975年）、桃井かおり（1994年）、原田知世（2002年）[3]、手嶌葵（2008年）
8. 少しだけ片想い
  - コーラス男声は山下達郎で女声は吉田美奈子が担当した。のちに6枚目シングル「あの日にかえりたい」のB面へシングルカットされた。
  - カバー：岡崎友紀（1975年）、三木聖子（1976年）
9. 雨のステイション
  - 「ステイション」はJR東日本青梅線西立川駅で、シトシトした雨をイメージした[4]と著書『ルージュの伝言』で明かしている。後年に歌碑が設置され、2006年から駅の発車メロディ[5]に採用された。
  - カバー：ハイ・ファイ・セット（1977年）、heaco（2000年）
10. アフリカへ行きたい
  - 林立夫と細野晴臣は、当初オーソドックスに演奏したが、細野が「1拍目と3拍目をあべこべにしてみよう」と提案し、実際に3拍目から始めたらリズムがすごくおもしろくなったので、そのアイデアを採用した[6]。
  - のちに本人はパリ・ダカールラリーを観戦した。ラストの飛行機効果音は、1曲目「COBALT HOUR」冒頭へ回帰する。

## 参加ミュージシャン
- エレクトリック・ベース：細野晴臣
- エレクトリック・ギター、アコースティックギター：鈴木茂
- ドラム：林立夫
- アコースティック・ピアノ、フェンダー・ローズ・ピアノ、クラヴィネット、モーグ・シンセサイザー、ハモンドオルガン：松任谷正隆
- パーカッション：斉藤ノブ
- ハーモニカ：松田幸一
- フィドル：松任谷愛介
- バリトン・サックス：原田忠幸
- トランペット：福島てるよし、篠原国俊
- トロンボーン：新井英治& his fellows
- ストリングス：玉野嘉久& his fellows
- フルート：山田やすひろ、早樫じゅんじ、相馬充
- ハープ：今道美樹子
- コーラス：ハイ・ファイ・セット、吉田美奈子、大貫妙子、山下達郎、伊集加代子